# جاشوا میلنر
جاشوا میلنر (انگلیسی: Joshua Millner; ۵ ژوئیهٔ ۱۸۴۷ – ۱۶ نوامبر ۱۹۳۱) تیرانداز اهل ایرلند بود.
وی در مسابقات کشوری و بین‌المللی در مجموع برندهٔ ۱ مدال طلا شده‌است.